# Mission Frieden in Timor
Die Mission „Frieden in Timor“ (portugiesisch Missão «Paz em Timor») war eine Aktion von Unabhängigkeits- und Friedensaktivisten, um auf die andauernde Besetzung Osttimors durch Indonesien hinzuweisen. Mit der Fähre Lusitânia Expresso versuchten etwa 120 Aktivisten im März 1992 medienwirksam von Australien nach Osttimor zu gelangen.

## Hintergrund
Am 28. November 1975 erklärte sich die bisherige Kolonie Portugiesisch-Timor als Osttimor einseitig für unabhängig. Am 7. Dezember begann Indonesien mit der offenen Invasion und annektierte Osttimor offiziell im Jahr darauf. Außer von Australien wurde die Annexion international nicht anerkannt. Osttimor galt weiterhin als „portugiesisches Territorium“, während im Land ein Guerillakrieg tobte. Durch die Besatzung und ihren direkten Folgen, wie Hungersnöte und Krankheiten starben mindestens 183.000 Menschen, ein Viertel der Bevölkerung.
Am 12. November 1991 wurden mindestens 271 Menschen durch das indonesische Militär beim Santa-Cruz-Massaker in Osttimors Hauptstadt Dili getötet. Filmaufnahmen des Vorfalls durch den Briten Max Stahl erregten weltweit Aufsehen und brachten den Konflikt wieder in das Bewusstsein der Weltöffentlichkeit.

## Fahrt derLusitânia Expresso
Leiter der Mission war der Portugiese Rui Marques, Direktor des Magazins Fórum Estudante, auf dessen Initiative die Mission gestartet wurde. Der Kommandant des Schiffes war Manuel Luis dos Santos. Die Passagiere aus 23 Ländern bestanden aus Journalisten, wie António Sampaio, und ein Team von RTP, Studenten und anderen Personen, wie dem ehemaligen portugiesischen Präsidenten António Ramalho Eanes. Offizielles Ziel der Fahrt war, dass die Aktivisten Blumen am Santa-Cruz-Friedhof für die Opfer niederlegen wollten. Verdeckt unterstützte die portugiesische Regierung unter Premierminister Aníbal Cavaco Silva die Mission. Ansprechpartner der Aktivisten war der damalige Staatssekretär für Jugend Nuno Ribeiro da Silva. Die Regierung finanzierte die Reise der europäischen Aktivisten vom Versammlungsort Lissabon zum australischen Hafen Darwin.
Die Lusitânia Expresso, ein Schiff der Lusitania Ferries, fuhr von Lissabon mit 15 Besatzungsmitgliedern nach Darwin, wo es am 8. März 1992 ankam. Am Tag darauf verließ die Lusitânia Expresso, mit den Aktivisten an Bord, Darwin wieder in Richtung Timor. Man setzte die Flagge der Vereinten Nationen und die der Herkunftsstaaten der Teilnehmer.
Am Morgen des 11. März, Timor war bereits in Sichtweite, wurde die Lusitânia Expresso durch vier indonesische Kriegsschiffe an der Weiterfahrt gehindert. Hubschrauber überflogen die Fähre. Über Sprechfunk kam die Nachricht „Dies ist Papa Kilo Alpha India, Kriegsschiff Indonesiens. Sie befinden sich jetzt in indonesischen Hoheitsgewässern.“ Man drohte bei der Weiterfahrt mit der Versenkung der Fähre. Marques entschied daraufhin, abzudrehen und nach Australien zurückzukehren, um die Bilder der Seeblockade zu den internationalen Medien bringen zu können. Die Blumen wurden ins Meer gestreut.

## Seerechtliche Aspekte
Die indonesische Regierung hatte in Kenntnis der bevorstehenden Reise des Schiffes und angesichts der Unruhen vom November 1991 in Dili der Lusitânia Expresso am 25. Februar 1992 die Einreise in bzw. Durchreise durch seine Territorialgewässer mit dem Argument verweigert, die Mission würde öffentliche Unruhen hervorrufen und stelle eine Bedrohung für die indonesische Sicherheit dar. Hierbei berief sie sich auf Artikel 25 (3) Rights of protection of the coastal State der United Nations Convention on the Law of the Sea (UNCLOS), die jedem Schiff die Durchfahrt erlaubt, welches innocent ist. Strittig ist jedoch, ob dieser extrem schwammig formulierte Artikel, der den Einsatz von Waffen gegen ein Schiff erlaubt, welches das Verbot ignoriert, auch das Recht abdeckt, ihm die Durchfahrt zu verweigern, selbst wenn keine direkte militärische Bedrohung von ihm ausgeht.

## Folgen
Im Rückblick auf die Ereignisse erklärten die Organisatoren der Fahrt, dass das Hauptziel die Aufmerksamkeit der internationalen Medien zu gewinnen, „voll erreicht“ worden sei. Man habe nun ein stabiles Fundament bei der Aufmerksamkeit der Medien aufgebaut. Man hatte acht Minuten bei CNN, einen Leitartikel in der Washington Post und kam auf die Titelseite der New York Times. Es sei von Anfang an klar gewesen, dass man nicht einfach an den Kriegsschiffen hätte vorbeifahren können. Man wäre sonst innerhalb von drei Minuten versenkt worden. 2012 reisten einige Teilnehmer der Mission in das inzwischen unabhängige Osttimor und legten Blumen am Friedhof von Santa Cruz nieder.

## Videos
- Reportagen von RTP (portugiesisch):
  - Lusitânia Expresso, 17. Februar 1992
  - Navio Lusitânia Expresso rumo a Timor, 7. März 1992
  - Lusitânia Expresso, 8. März 1992, Abfahrt der Lusitânia Expresso aus Darwin
  - Viagem do navio Lusitânia Expresso, 11. März 1992, Fahrt der Lusitânia Expresso
  - Regresso do Lusitânia Expresso, 29. April 1992, Rückkehr der Lusitânia Expresso
  - Lusitânia Expresso rumou a Timor há 25 anos, zum 25-jährigem Jubiläum.